# Rudolf de Jong
Rudolf de Jong (né le 3 novembre 1932) est un historien et écrivain libertaire néerlandais.
En plus d'être l'auteur d'une étude de référence sur l'histoire du mouvement anarchiste aux Pays-Bas, il écrit de nombreuses contributions sur la révolution espagnole et sur l’anarchisme contemporain.

## Biographie

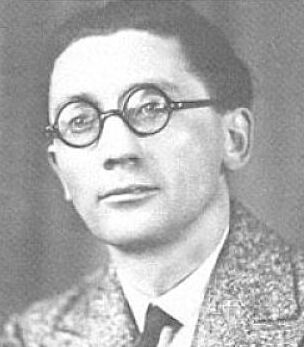
Albert de Jong

Il est le fils de Albert de Jong, figure marquante de l'anarcho-syndicalisme, du socialisme libertaire et de l'antimilitarisme anarchiste aux Pays-Bas.
Il étudie les sciences politiques et sociales à l'université d'Amsterdam.
De 1960 à 1994, il travaille à Institut international d'histoire sociale d'Amsterdam, dont il devient le directeur de la section anarchiste et de sa section sur l’Amérique latine,.
De 1961 à 1964, il aide son père à publier la revue anarcho-syndicaliste Buiten de perken (En dehors des bornes). 
En mars 1965 à Amsterdam, il est, avec notamment Roel van Duijn (nl), dans la dizaine de jeunes étudiants et travailleurs à l'origine du mouvement Provo, premier mouvement de la jeunesse anarchiste et contestataire qui, à partir de 1968, s'étend à la plupart des pays développées.
Depuis 1972, il contribue à la revue trimestrielle De AS (nl) qui se réclame su socialisme libertaire,.

## Publications
liste non exhaustive
- (nl) Ferdinand Domela Nieuwenhuis, archives et inventaire, Amsterdam, Institut international d'histoire sociale, 1956, (OCLC 557829893).
- Le Mouvement libertaire aux Pays-Bas, in L'Anarchisme ici et là, hier et aujourd'hui, Le Mouvement social, n°83, 1973, pp. 167-180, [lire en ligne], [lire en ligne], (OCLC 84454878).
- Bilan et perspectives de l’anarchisme, in  L’État et l’anarchie, Lyon, Atelier de création libertaire, 1985, CGECAF.
- Emma Goldman, Révolution espagnole, soutien et réticences, Itinéraire : une vie, une pensée, n°8, second semestre 1990, pp. 60-65, [lire en ligne], [lire en ligne].
- L’Anarchisme après le chute du mur de Berlin, in La Culture libertaire : actes du colloque de Grenoble, mars 1996, Lyon, Atelier de création libertaire, 1997, CGECAF.
- L'AIT de Berlin, de 1922 à la Révolution espagnole, in De l’Histoire du mouvement ouvrier révolutionnaire : actes du colloque international « Pour un autre futur », Paris, Éditions CNT-RP, Nautilus, 2001, CGECAF.
- Quelques remarques générales sur l'anarchisme, “les juifs”, le sionisme et l'antisémitisme, avec quelques informations concrètes sur les Pays-Bas, Ni patrie, ni frontières, n°8-9, mai 2004.
- Réflexions sur l'antisémitisme dans le débat anarchiste, in Juifs et anarchistes : histoire d'une rencontre, Éditions de l'Éclat, Paris/Tel-Aviv, 2008, pp. 143-158, (BNF 41304441), cairn.info, [lire en ligne], présentation éditeur.